# ウジャイフ・ブン・アンバサ
ウジャイフ・ブン・アンバサ（アラビア語: عجيف بن عنبسة, ラテン文字転写: ʿUjayf b. ʿAnbasa, 生年不詳 - 838年）は、アッバース朝のカリフのマアムーン（在位：813年 - 833年）とムウタスィム（在位：833年 - 842年）の下で活動した最も重要な軍事指導者の一人である。

## 経歴
ウジャイフの家族については何も知られていないが、恐らくホラーサーンかマー・ワラー・アンナフルの出身であったと考えられている。史料には9世紀初頭にサマルカンドで反乱を起こしたラーフィー・ブン・アッ＝ライスの配下の人物として登場するが、808年にカリフのハールーン・アッ＝ラシード（在位：786年 - 809年）が自らホラーサーンに遠征すると、すぐにフェルガナやタシュケントの大部分の人々とともにラーフィーから離反した。ウジャイフは恐らく後にムウタスィムが自身の「トルコ人」の護衛として雇った他の東方のペルシア人武官たちと同じ社会集団に属しており、小規模な支配者の公子であったか地主階級（デフカーン）から徴用されたとみられている。
ウジャイフはカリフのマアムーンの下でペルシア北部へ遠征し、829年にはビラール・アッ＝ディバービーが起こしたハワーリジュ派の反乱を鎮圧するなど、将軍として頭角を現していった。また、マアムーンの異母弟で後継者のムウタスィムの下でもその地位を維持し続け、834年にはイラク南部でジャート族と戦い、ビザンツ帝国領の小アジアにおいて数多くの軍事作戦を指揮した。ウジャイフはムウタスィムの新しい首都であるサーマッラーに自分と配下の部隊のための宿営地を与えられた軍事指導者の一人であり、報酬としてサマルカンドに近いイシュティハンの町の市場の歳入を得た。
しかし、ウジャイフは838年にムウタスィムがビザンツ帝国の都市であるアモリオンに対する大規模な軍事行動に出ていた最中に軍の補給をめぐってカリフと対立し、さらに他の侮辱的な扱いもあってウジャイフとその配下の者たちはカリフに対する陰謀を計画し始めた。ウジャイフは恐らく833年の時点ですでにムウタスィムの即位に反対しており、ムウタスィムの甥にあたるマアムーンの息子のアル＝アッバースをカリフに推すアッバース朝の軍事組織内の有力なグループを率いていた。この時はアル＝アッバースが叔父に忠誠を誓ったことで動揺は収まったが、今度はムウタスィムと最高位のトルコ人軍司令官であるハイダル・ブン・カーウース・アル＝アフシーンとアブー・ジャアファル・アシナースを殺害する陰謀が企てられた。しかし陰謀は露見し、ウジャイフを含む首謀者たちは逮捕され、処刑された。